# 羟基丹参酮IIA
羟基丹参酮IIA是一种丹参酮类二萜有机化合物，分子式C19H18O4，存在于甘西鼠尾草（Salvia przewalskii）、快樂鼠尾草（Salvia sclarea）等植物中。